# Bengt Ljungquist
Bengt Helge Ljungquist (Umeå, 1912. szeptember 20. – Förslöv, 1979. július 15.) olimpiai és világbajnoki ezüstérmes svéd vívó, díjlovas, díjlovasedző.

## Sportpályafutása
Mindhárom fegyvernemben versenyzett, de nemzetközi szintű eredményeit párbajtőrvívásban érte el.